# Bóng nước tại Đại hội Thể thao Đông Nam Á 2009
Giải bóng nước tại Đại hội Thể thao Đông Nam Á 2009 diễn ra từ ngày 05 đến ngày 07 tháng 12 năm 2009 với 1 nội dung thi đấu dành cho Nam.

## Xếp hạng theo quốc gia
| Hạng | Đoàn        | Vàng | Bạc | Đồng | Tổng |
| ---- | ----------- | ---- | --- | ---- | ---- |
| 1    | Singapore   | 1    | 0   | 0    | 1    |
| 2    | Philippines | 0    | 1   | 0    | 1    |
| 3    | Indonesia   | 0    | 0   | 1    | 1    |
| Tổng | Tổng        | 1    | 1   | 1    | 3    |

## Địa điểm thi đấu
Tất cả các trận đấu diễn ra ở Hồ bơi thuộc Khu liên hợp thể thao quốc gia.

## Các đội tham dự
Có 4 đội tuyển tham dự là:Indonesia,Philippines, Singapore, Thái Lan

## Bảng huy chương
| Nội dung      | Vàng | Bạc | Đồng |          |
| ------------- | --- | --- | --- | -------- |
| Bóng nước nam | Singapore Alvin Lee Andy Chin Eugene Teo Kelvin Ong Kenneth Wee Lim Yaoxiang Lin Diyan Lin Diyang Luo Nan Nigel Tay Samuel Loh Terence Tan Yip Renkai | Philippines Almax Laurel Angelo Carandang Dale Evangelista Dexter Alamara Elcid Evangelista Frazier Alamara Juan Abejo Kristoffer Dela Cr Norton Alamara Raphael Grabador Ronald Guiriba Sherwin De La Paz Tani Gomez Jr | Indonesia Baldwin Karmen Hendri Marciano R. Hendrik Sugianto Indrawan Ginting Kemas Ahmad M. Maulana Bayu Rezza Auditya P. Ridjkie Mulya Soederman Prayogo Soesanto Prayogo Sylvester Gobert Yohan Zuliansyah | chi tiết |